# Заозёрье (Смоленский район)
Заозёрье — деревня в Смоленском районе Смоленской области России. Входит в состав Новосельского сельского поселения. 
Расположена в западной части области в 24 км к северо-западу от Смоленска, в 12 км северо-восточнее автодороги Р133 Смоленск — Невель, на берегу реки Жереспея. В 24 км южнее деревни расположена железнодорожная станция Красный Бор на линии Москва — Минск. 

## История
В годы Великой Отечественной войны деревня была оккупирована гитлеровскими войсками в июле 1941 года, освобождена в сентябре 1943 года. 